# Kekiktepe, Eynesil
Kekiktepe là một xã thuộc huyện Eynesil, tỉnh Giresun, Thổ Nhĩ Kỳ. Dân số thời điểm năm 2011 là 514 người.